# Erzsébet Wolf
Erzsébet Wolf (* 29. November 1952 in Budapest, verheiratete Erzsébet Édes) ist eine ungarische Badmintonspielerin. 

## Karriere
Erzsébet Wolf gewann schon als Juniorin 1967 ihren ersten nationalen Titel bei den Erwachsenen in Ungarn. Fünf weitere Titelgewinne folgten bis 1972. Des Weiteren siegte sie einmal bei den Mannschaftsmeisterschaften.

## Sportliche Erfolge
| Saison | Veranstaltung                              | Disziplin   | Platz | Name                             |
| ------ | ------------------------------------------ | ----------- | ----- | -------------------------------- |
| 1967   | Ungarn: Einzelmeisterschaften der Junioren | Damendoppel | 1     | Erzsébet Wolf / Lidia Barsi      |
| 1967   | Ungarn: Einzelmeisterschaften              | Damendoppel | 1     | Katalin Jászonyi / Erzsébet Wolf |
| 1968   | Ungarn: Einzelmeisterschaften der Junioren | Damendoppel | 1     | Éva Cserni / Erzsebet Wolf       |
| 1969   | Ungarn: Einzelmeisterschaften der Junioren | Damendoppel | 1     | Éva Cserni / Erzsébet Wolf       |
| 1969   | Ungarn: Einzelmeisterschaften              | Damendoppel | 1     | Éva Cserni / Erzsébet Wolf       |
| 1971   | Ungarn: Einzelmeisterschaften              | Mixed       | 1     | András Édes / Erzsébet Wolf      |
| 1971   | Ungarn: Einzelmeisterschaften              | Damendoppel | 1     | Gertrúd Ladányi / Erzsébet Wolf  |
| 1972   | Ungarn: Einzelmeisterschaften              | Mixed       | 1     | András Édes / Erzsébet Wolf      |
| 1972   | Ungarn: Einzelmeisterschaften              | Damendoppel | 1     | Gertrúd Ladányi / Erzsébet Wolf  |

## Referenzen
- Ki kicsoda a magyar sportéletben? Band 3 (S–Z). Szekszárd, Babits Kiadó, 1995. ISBN 963-495-014-0

| Personendaten    | Personendaten                 |
| ---------------- | ----------------------------- |
| NAME             | Wolf, Erzsébet                |
| ALTERNATIVNAMEN  | Édes, Erzsébet                |
| KURZBESCHREIBUNG | ungarische Badmintonspielerin |
| GEBURTSDATUM     | 29. November 1952             |
| GEBURTSORT       | Budapest                      |